# Takehiko Takahashi
Takehiko Takahashi (jap. 高橋 武彦, Takahashi Takehiko; * 24. April 1916 in Hamamatsu, Japan; † 7. Juni 1995) war ein japanischer Chemiker. 

## Leben
Takahashi von 1959 bis 1980 Professor für Angewandte Chemie an der Universität Nagoya. Er zählt zu den Mitbegründern der Festkörperionik als eigenständigem Fachgebiet und prägte den Begriff solid state ionics.

## Werkbeispiel
- Nguyen Quang Minh, Takehiko Takahashi: Science and Technology of Ceramic Fuel Cells. Elsevier Science B.V., Amsterdam, Lausanne u. a. 1995, ISBN 978-0-444-89568-4.